# Nerodia floridana
Nerodia floridana (лат.) — вид змей из семейства ужеобразных.
Общая длина варьирует от 76 до 140 см, максимальная длина составляет до 188 см. Окраска коричневая или зеленовато-оливковая без чётких полос или пятен, иногда встречается красноватая окраска. На нижней поверхности хвоста имеются чёрные пятна. Молодые особи коричневатые или зеленовато-оливковые с многочисленными — около 50 — коричневыми или чёрными пятнами по спине и бокам, расположенными в шахматном порядке.
Обитает вблизи пресных водоёмов: рек, ручьев, озёр, прудов и болот, иногда вблизи солоноватых вод. Питается земноводными (саламандрами, лягушками и их личинками) и рыбой.
Живородящая змея. Самка рождает 20—30 детёнышей.
Обитает на юго-востоке США в штатах Южная Каролина, Флорида и Джорджия.